# 金倒永
金 倒永（キム・ドヨン、朝鮮語: 김도영、2003年10月2日 - ）は、大韓民国の光州広域市出身のプロ野球選手（内野手）。右投右打。KBOリーグの起亜タイガース所属。

## 経歴

### プロ入り前
高校時代の2021年にWBSC U-23ワールドカップの韓国代表に選出された。
2022年の新人ドラフトにて、1次ドラフトで起亜タイガースから指名され入団した。

### 起亜時代
2022年は103試合に出場して打率.237、3本塁打、19打点、13盗塁を記録した。オフにはオーストラリアのチームへ派遣される予定だったが、つま先を痛めたため辞退した。
2023年は84試合に出場して打率.307、7本塁打、47打点、25盗塁を記録した。シーズン終了後にはアジア プロ野球チャンピオンシップの韓国代表に選出された。
2024年は4月にKBO初の月間10本塁打・10盗塁を記録し月間MVPを初受賞。7月23日のNCダイノス戦では1回に内野安打、3回に二塁打、5回に三塁打、6回に本塁打を打ち、KBO史上31度目のサイクルヒット（また史上2度目のナチュラルサイクルヒット）を達成。8月15日にKBO史上最年少（20歳10ヶ月）および最速（111試合目）でシーズン30本塁打・30盗塁を達成。最終的に打率.347、38本塁打、40盗塁を記録し、史上最年少でトリプルスリーを達成。またKBO新記録となるシーズン143得点を記録した。起亜はレギュラーシーズンと韓国シリーズで優勝、2024年11月のプレミア12の韓国代表に選出され、オープニングラウンド5試合で3本塁打10打点を記録した。また2024年KBOリーグMVPにも選出された。

## 詳細情報

### 年度別打撃成績
| 年 度    | 球 団    | 試 合 | 打 席 | 打 数 | 得 点 | 安 打 | 二 塁 打 | 三 塁 打 | 本 塁 打 | 塁 打 | 打 点 | 盗 塁 | 盗 塁 死 | 犠 打 | 犠 飛 | 四 球 | 敬 遠 | 死 球 | 三 振 | 併 殺 打 | 打 率 | 出 塁 率 | 長 打 率 | O P S |
| -------- | -------- | ----- | ----- | ----- | ----- | ----- | -------- | -------- | -------- | ----- | ----- | ----- | -------- | ----- | ----- | ----- | ----- | ----- | ----- | -------- | ----- | -------- | -------- | ----- |
| 2022     | 起亜     | 103   | 254   | 224   | 37    | 53    | 11       | 4        | 3        | 81    | 19    | 13    | 3        | 4     | 1     | 22    | 0     | 3     | 62    | 3        | .237  | .312     | .362     | .674  |
| 2023     | 起亜     | 84    | 385   | 340   | 72    | 103   | 20       | 5        | 7        | 154   | 47    | 25    | 4        | 2     | 4     | 38    | 1     | 1     | 62    | 14       | .303  | .371     | .453     | .824  |
| 2024     | 起亜     | 141   | 625   | 544   | 143   | 189   | 29       | 10       | 38       | 352   | 109   | 40    | 4        | 1     | 4     | 38    | 1     | 7     | 110   | 10       | .347  | .420     | .647     | 1.067 |
| KBO：3年 | KBO：3年 | 328   | 1264  | 1108  | 252   | 345   | 60       | 19       | 48       | 587   | 175   | 78    | 11       | 7     | 9     | 98    | 2     | 11    | 234   | 27       | .311  | .383     | .530     | .913  |

- 2024年度シーズン終了時
- 年度別の太字はリーグ最高、赤太字はKBOにおける史上最高記録。

### 背番号
- 5（2022年 - ）

### 代表歴
- 2021年 WBSC U-23ワールドカップ 韓国代表
- 2023年 アジア プロ野球チャンピオンシップ 韓国代表
- 2024 WBSCプレミア12 韓国代表